# 김현재 (축구인)
김현재(1979년 1월 19일 ~ )는 대한민국의 전 축구 선수이며, 포지션은 미드필더였다.